# Antauro Humala
Antauro Igor Humala Tasso (Lima, 29 de junio de 1963) es un exmilitar, escritor, columnista y político peruano. Es líder y fundador del movimiento etnocacerista, y promotor del ultranacionalismo peruano, el irredentismo, el antichilenismo, el rechazo al globalismo ideológico y a la inmigración.Asimismo, es la figura principal de distintas agrupaciones y partidos políticos de tendencia etnonacionalistas, como Unión por el Perú, el Frente Patriótico y, principalmente, el partido A.N.T.A.U.R.O, del cual es su máximo promotor. 
En el año 2000, lideró el levantamiento de Locumba junto a su hermano Ollanta Humala, exigiendo la renuncia de Alberto Fujimori tras su controvertida segunda reelección. También, en 2005, encabezó el Andahuaylazo, una sublevación militar por la cual permaneció en prisión desde el 3 de enero de ese año hasta su liberación el 20 de agosto de  2022. Posteriormente, en entrevistas, se mostró indiferente y sin el menor remordimiento, afirmando con orgullo sus actos y declarando: "Es lo más hermoso que he hecho".

## Biografía
Antauro Igor Humala Tasso nació en Lima, el 29 de junio de 1963. Hijo de los abogados Isaac Humala y Elena Tasso. Es hermano del expresidente Ollanta Humala y de Ulises Humala. 
Estudió en el Colegio Franco-Peruano de la ciudad de Lima y en el Colegio Nacional de Ciencias y Artes del Cuzco. Ingresó a la Universidad Nacional Agraria La Molina en la carrera de Ingeniería Agrónoma. 

### Carrera militar
En 1979, ingresó a la Escuela Militar de Chorrillos. Egresó en la promoción 1985 "Heroes de Concepción". Fue jefe de patrulla en la lucha antisubersiva en la década de 1980. Participó como capitán tomando parte en las operaciones bélicas de 1995 durante la Guerra del Cenepa. Demostró ser un destacado militar, tal es así que en 1997 asciende a Mayor del Ejército del Perú. Sin embargo, en diciembre de ese mismo año es dado de baja por orden de Vladimiro Montesinos, debido a su conjura antifujimorista y la expansion de la Logia Etnocacerista dentro del Ejército Peruano.
Ingresó a la Escuela Superior de Guerra del Ejército y se desempeñó como Oficial Mayor del Instituto Sanmartiniano del Perú.

### Levantamiento de Locumba
El 29 de octubre de 2000, junto a su hermano Ollanta y al mando de 69 reservistas —en su mayoría veteranos de la guerra contra Ecuador y de la lucha contra Sendero Luminoso—, asaltó una instalación minera en Locumba (Tacna) para exigir la renuncia de Alberto Fujimori.
Tras el asalto realizado —y con el régimen de Fujimori en plena crisis—, el grupo sublevado marchó a través de los Andes peruanos. Proclamando la "dignidad" de las Fuerzas Armadas Peruanas, que según él y su hermano, estaban en manos de jefes militares corruptos. Un mes después de marcha, aceptaron la amnistía ofrecida por el gobierno transitorio de Valentín Paniagua, bajo la condición de deponer las armas.

### Andahuaylazo
El 1 de enero de 2005, a dos días del pase a retiro de su hermano Ollanta, protagonizó un nuevo motín denominado Andahuaylazo. Esta vez contra el presidente Alejandro Toledo, en la ciudad de Andahuaylas. Humala asaltó una comisaría con un grupo de reservistas armados y pretendió la renuncia del presidente y la restitución de la Constitución de 1979. Al respecto, Antauro Humala señaló lo siguiente:

Esto [la comisaría] ha sido cogido por orden expresa del comandante Ollanta

Finalmente, fue capturado y sus tropas depusieron las armas por orden suya el 4 de enero. Durante su asalto murieron cuatro policías y dos de sus reservistas. Fue capturado y llevado a la cárcel de Piedras Gordas, al norte de Lima. En 2009, Antauro Humala recibió una condena de 25 años por distintos delitos con el que fue acusado de cometer en dicha rebelión en la comisaría de Andahuaylas. Esta condena fue revisada por la Corte Suprema del Perú en 2011, para reducirla a 19 años de prisión efectiva en la que fue aprobada.

### Polémica por resultados de exámenes balísticos
En febrero de 2015, un informe de la Dirección de Criminalística de la Policía Nacional del Perú (PNP) sobre los cuerpos de los 4 agentes del orden fallecidos en esta asonada, indican que los balazos que causaron su muerte, vinieron de arriba y por detrás, mientras que el grupo insurgente de Antauro Humala estaba adelante. Ya se inició una investigación de dichas afirmaciones.

### Prisión y pedido de amnistía y liberación

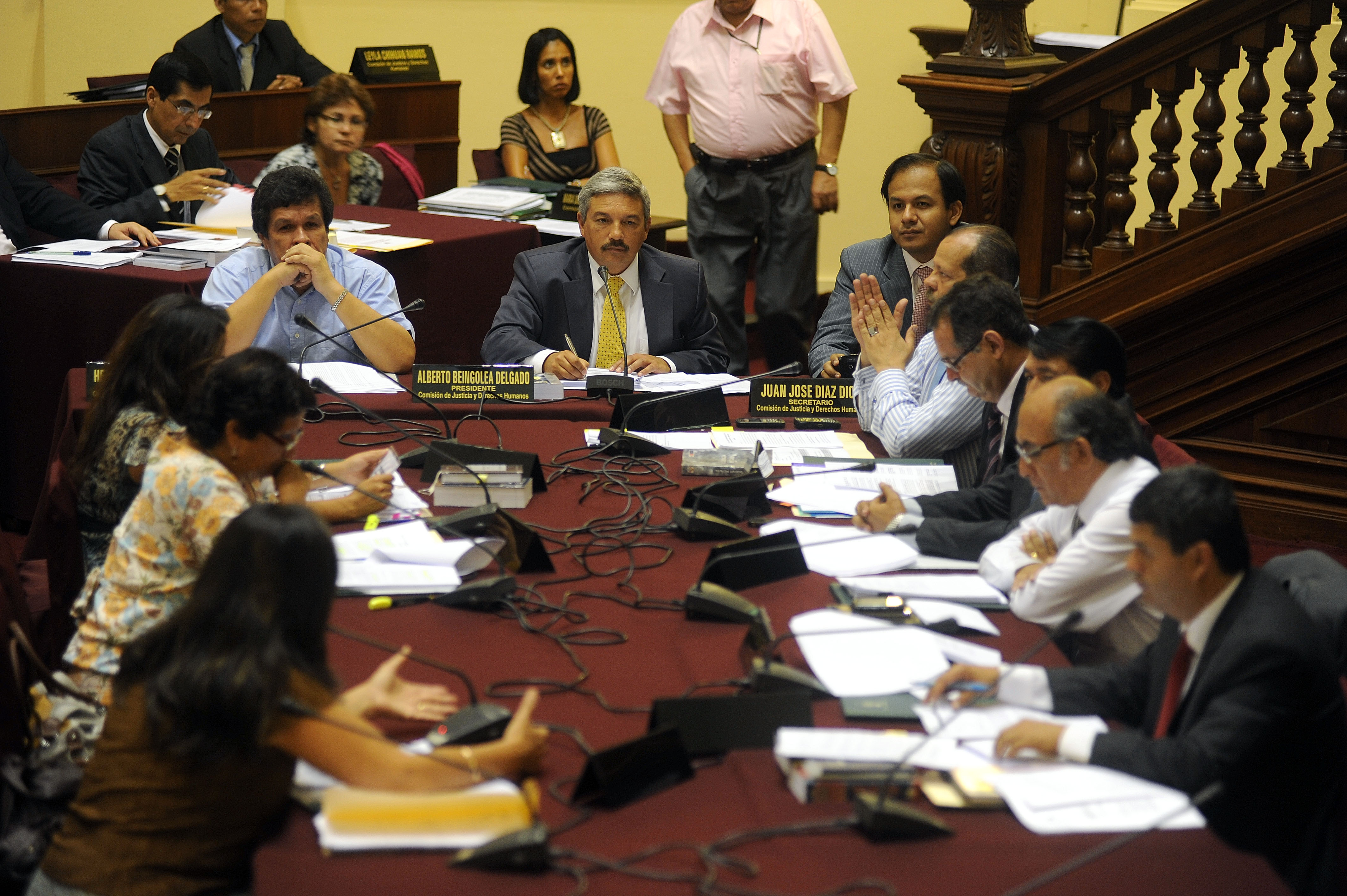
Sesión en la Comisión de Justicia revisando el caso sobre Antauro Humala.

En agosto de 2011 se inició el debate político sobre su amnistía, beneficio que apoyaron dos congresistas de Gana Perú, el segundo vicepresidente Omar Chehade y el entonces ministro de defensa Daniel Mora. Al respecto, Antauro comentó: La mesa está servida para mi salida..
Aunque el tema es polémico, el diario El Comercio, en su editorial del 26 de diciembre de 2012, titulado El papel lo aguanta todo, describe los hechos que llevaron a la sentencia de Antauro Humala y se manifiesta en contra del borrador para declarar fundado un recurso de habeas corpus presentado por el abogado del encarcelado.
En septiembre de 2019, presentó ante el Instituto Nacional Penitenciario del Perú (INPE) su solicitud de libertad condicional, quien purga una condena de 19 años de cárcel en el penal Virgen de la Merced de Chorrillos.
Fue condenado inicialmente a 25 años de prisión al ser acusado por diversos delitos cometidos en el Andahuaylazo. En 2011, la Corte Suprema redujo su pena a 19 años tras una revisión del caso. Sin embargo, el 19 de agosto de 2022, el INPE ordenó su liberación tras haberse cumplido su pena, por el beneficio penitenciario por reducción de pena por días de estudio y trabajo a la cual Antauro se acogió saliendo así al día siguiente. Posteriormente anunció su interés de postular en las elecciones presidenciales.
Para finales de 2023, Humala no cumplió con pagar la reparación civil de más de un millón de soles a los deudos del Andahuaylazo.

## Carrera política
Postuló al Congreso de la República por la circunscripción de Lima en las Elecciones Generales de 2006, como candidato del partido Avanza País.
En octubre de 2018 fundó el Frente Patriótico y en el año siguiente Antauro Humala lo oficializa. 
A lo largo de su trayectoria ha sido director del Diario Nuevo Sol, Periódico Ollanta y autor de cuatro libros, en los que destaca De la guerra etnosanta a la iglesia Tawantinsuyana.
En las elecciones congresales de 2020, se unió con el partido político Unión por el Perú obteniendo un total de 13 escaños a nivel nacional.

### Candidatura presidencial e ideología
Tras ser liberado en 2022 por pena cumplida (beneficio penitenciario 7x1), reafirmo su ideología nacionalista, y  señaló que para tomar el poder optaria por la via convencional y ya no la via armada, a lo cual comento: «nos estamos sometiendo a las reglas del Estado de derecho corrupto con su juez y su pelota y le pensamos golear». Aunque IDL califica al partido político de «fascismo andino», en una entrevista a Infobae en 2022, Humala describe lo que diferencia a su partido:

El fascismo es un movimiento estrictamente de derecha creado por Mussolini. Era un populismo de derecha, digámoslo así. Nosotros nos rebelamos contra presidentes neoliberales y esos que dicen que somos un fascismo andino, no saben lo que es el fascismo y hablan porque tienen boca. No tenemos nada de fascismo, al contrario estamos del otro lado. La diferencia en nosotros es que no somos izquierda ni derecha sino entre nacionalismo y globalismo. Defendemos la nación ante gobiernos multinacionales como, digamos, la Corte Interamericana de Derechos Humanos. Gente que pone de rodillas a los Estados. No nos regimos en función a coordenadas de derechas e izquierdas, sino tener lo peruano antes que lo extranjero en total aspecto.

Su movimiento se ha postulado como antifascista, anticapitalista y anticomunista,  empleando el término de tercera posición para calificarse. Algunos analistas han señalado las semejanzas entre el etnocacerismo con el nazismo.
Entre otras posturas están en reemplazar la Constitución de 1993 debido a que «protege los intereses del capital del extranjero», apoyar la pena de muerte contra los acusados de corrupción, y expropiar los canales de televisión nacionales operados por empresas comerciales y transferir a organizaciones públicas. Además considera a sus «candidatos cobrizos» Pedro Castillo y Alejandro Toledo como «retardado mental escasamente corrupto y cholo estudiado millonariamente corrupto» respectivamente. Durante su recorrido acusó al Congreso de un proyecto de ley para impedir a los acusados de homicidio como él de postular y sarcásticamente agradeció a Jorge Montoya y José Cueto por motivar un «posible cierre» del Parlamento.
El 11 de septiembre, Antauro Humala regreso a Andahuaylas luego de 17 años de los acontecimientos del Andahuaylazo, llegó vestido de militar y realizó un recorrido por varios puntos de la ciudad, entre ellos, la comandancia policial que capturó en 2005. En ese momento, fue seguido por simpatizantes en el centro de la ciudad. Ante las denuncias de corrupción contra Pedro Castillo, Antauro Humala manifestó que «si se vuelve un presidelincuente le toca su golpe de Estado».
En enero de 2023, en presencia de un dilema Humala apoyó públicamente a la nueva presidenta Dina Boluarte y la instó a restituir la Constitución de 1979, lo cual no fue del agrado de los simpatizantes del expresidente Pedro Castillo, todo esto en el contexto de las protestas de diciembre de 2022; se refirió a Sendero Luminoso, una organización armada maoísta que previamente había protagonizado la época del terrorismo en Perú por realizar atentados muy brutales contra la población, como lo «mejor que ha dado la izquierda, desde Pizarro hasta ahorita», dicho que conllevó a la denuncia de la Procuraduría Antiterrorismo, el 27 de enero. En una entrevista para La República, calificó a Castillo como un «retrasado mental ladrón de gallinas» y aseguró que las dictaduras en el Perú han sido más pacíficas que las democracias.
En agosto de 2023, se mostró en contra de la unión civil e ignoró la votación de la comunidad LGBT en el país. Aceptó en una entrevista televisiva ser consumidor de cannabis, aunque señalaba que eso no constituía un delito. En octubre de ese mes, se declaró abiertamente xenófobo cuando propuso un campo de refugiados venezolanos sin el apoyo del Estado, y administrado por el ACNUR. Algunos medios extranjeros se hicieron eco del sentimiento antivenezolano de Humala y calificaron su propuesta de ser realmente campos de concentración para los inmigrantes venezolanos.
En agosto de 2024, Humala expresó su apoyo al venezolano Nicolás Maduro, a quien calificó de «legítimo triunfador» de las elecciones de ese año, y criticó un supuesto complot de la «derecha latinoamericana».
En abril de 2025, Humala aseguró que para tener una alianza con el partido Juntos por el Perú, este no contará con militantes de la comunidad LGBT.

## Publicaciones
- Ejército peruano: Milenarismo, Nacionalismo y Etnocacerismo (2001)
- Conversaciones con Antauro Humala (Junto a Pedro Saldaña Ludeña) (2007)
- Etnonacionalismo. Izquierda y Globalidad (Visión Etnocacerista) (2011)
- De la guerra etnosanta a la iglesia Tawantinsuyana (2013)